# Kadukli
Kadukli (arab. كادقلي) – miasto w środkowym Sudanie; w południowej części wyżyny Kordofan; stolica stanu Kordofan Południowy; 92 600 mieszkańców (2006). Ośrodek handlowo-usługowy regionu uprawy sorga, zbioru gumy arabskiej, hodowli bydła. W mieście znajduje się port lotniczy Kadukli.